# Arthur Stephen Mavrogordato

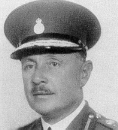
Mavrogordato (1923)

Arthur Stephen Mavrogordato (* 22. November 1886 in Nikosia; † 1. Januar 1964 auf Barbados) war ein britischer Polizeioffizier.

## Leben
Mavrogordato war griechisch-schottischer Abstammung. Väterlicherseits entstammte er einer Familie von Phanarioten, die sich bis in das 17. Jahrhundert zurückverfolgen lässt. Sein Vater Alexander Stephen war Anfang der 1880er-Jahre in die Kolonie Britisch-Zypern migriert und hatte dort eine Stelle im britischen Finanzministerium sowie die britische Staatsbürgerschaft angenommen. Er lernte die auf Zypern urlaubende Schottin Alysoun Young kennen und heiratete sie 1886, im Jahr, in dem Arthur Steven geboren wurde.
Arthur Steven Mavrogordato verbrachte seine frühe Kindheit in Nikosia, wurde aber von seiner Familie auf eine weiterführende Schule in Izmir geschickt, um Türkisch zu lernen. 1901 wechselte er an eine Schule im englischen Oakham, 1906 kehrte er nach Zypern zurück. Seine erste Anstellung im britischen Staatsdienst fand er bei der zypriotischen Polizei. 1913 wurde er stellvertretender Polizeikommissar (und später Polizeikommissar) in der britischen Kolonie Sierra Leone. Dort heiratete er seine erste Frau Margaret McAllister, die aber schwer erkrankte und nach Schottland zurückkehrte, wo sie getrennt von ihrem Mann bis zu ihrem Tod 1947 lebte.
Nach Tätigkeiten für den britischen Inlandsgeheimdienst und die Royal Irish Constabulary diente Mavrogordato von März 1923 bis zum Juli 1931 als Kommandant der Polizei in Palästina. 1931 wurde er als Regimentschef in die britische Kronkolonie Trinidad versetzt. Colonel Mavrogordato hatte dort die Aufgabe, ein neues Regimentssymbol für die Trinidad Constabulary einzuführen, und wählte den Davidstern aus, der noch heute das Symbol der Polizei von Trinidad und Tobago ist. Fernerhin war er Leiter der kolonialen Zensurbehörde, deren wichtigste Aufgabe darin bestand, Filme zu identifizieren, die den kinobegeisterten Trinidadiern (Ende der 1930er-Jahre konnten im 80.000 Einwohner zählenden Port of Spain neun Kinos koexistieren) aus politischen Gründen vorenthalten werden sollten. Mavrogordato war bis 1938 Polizeichef von Trinidad. Sein Nachfolger war Colonel Walter Angus Muller. Mavrogordato war ab 1939 für kurze Zeit als Polizeikommissar in Nigeria tätig, bevor er im Rahmen des Zweiten Weltkriegs nach Beirut versetzt wurde und dort im Range eines Brigadiers in der Ninth Army diente. 1942 kehrte er dem Staatsdienst den Rücken und kehrte nach Trinidad zurück.
In Trinidad lernte er Anfang der 1930er-Jahre die 16 Jahre jüngere Olga Boos kennen, die er nach dem Tod seiner ersten Ehefrau 1948 heiratete. Olga war Historikerin und zeitweilige Geschäftsführerin des trinidadischen Handelsunternehmens J. N. Harriman & Company Limited. 1961 übersetzte Mavrogordato das 1883 von Pierre Gustave Louis Borde geschriebene Werk Histoire de l'Ile de la Trinidad Sous le Gouvernement Espagnol vom Französischen ins Englische und schrieb 1977 mit Voices in the Street ein Standardwerk der trinidadischen Geschichtsforschung. Sie überlebte ihren Mann um fast 30 Jahre und starb 1993.